# Samenpflanzen
Die Samenpflanzen (Spermatophytina) sind eine der Gruppen im Reich der Pflanzen. Sie bilden Samen als Ausbreitungsorgane. Der Entstehung von Samen geht die Blütenbildung voraus, deshalb heißen sie auch Blütenpflanzen (im weiteren Sinne). Man unterscheidet zwischen Gymnospermen und Angiospermen.

## Merkmalsentstehung
Nach den Erkenntnissen über die Stammesgeschichte der Pflanzen sind Samenpflanzen primär bei den erstmals im Perm aufgetretenen verholzten Pflanzen mit sekundärem Dickenwachstum entstanden, bei denen die damaligen Vorläufer der heutigen Palmfarne am Anfang standen. Es wird angenommen, dass Merkmale, die eine rein terrestrische Lebensweise auf relativ trockenem Land ermöglichten, unter den paläoklimatischen Bedingungen im späten Karbon und am Ende des Perms bei sehr hohen Globaltemperaturen und Austrocknen von Gewässern für die nun entstehenden Samenpflanzen einen Selektionsvorteil darstellten. (Im selben erdgeschichtlichen Zeitraum begann in der Tierwelt die Entstehung der ersten Amnioten seit dem Oberkarbon.) Die Befruchtung ist bei den Samenpflanzen, anders als bei Moosen und Farnen, völlig vom Wasser unabhängig. Krautige Samenpflanzen, die zu den später in der Kreidezeit entstandenen Angiospermen gehören, gelten als abgeleitete Formen. Beide bilden Samen, die den pflanzlichen Embryo geschützt in mütterlichem Gewebe (Samenschale) enthalten und ein Ruhestadium wie auch die Ausbreitungsorgane darstellen. 
Die Sporophylle sind meist zu Zapfen bzw. Blüten zusammengefasst.

## Fortpflanzung
Bei der Entstehung der Samenpflanzen wurde der Generationswechsel, der bei den blütenlosen Moosen und Farnen durch abwechselnde Ausbildung eines Gametophyten und eines Sporophyten stattfand, in eine Blüte verlagert, in welcher sie beide anzutreffen sind. Das gilt sowohl für die Nacktsamer als auch für die Bedecktsamer.  
Die Samenpflanzen sind – wie alle Pflanzen – Diplohaplonten; d. h. sie durchlaufen einen heterophasischen Generationswechsel, bei dem sich diploide und haploide Generationen abwechseln (vgl. Kernphasenwechsel). Im Unterschied zu Farnen und Moosen ist die haploide Generation aber sehr klein und besteht meist nur aus wenigen Zellen, so dass sie kaum als eigene Generation ins Auge fällt.
Die diploide Generation ist durch die eigentliche Pflanze repräsentiert, die als Baum, Strauch oder Kraut auftritt. Sie wird als Sporophyt bezeichnet, weil sie der sporenbildenden Generation der Farne und Moose entspricht. Die Fortpflanzungsorgane des Sporophyten sind die Fruchtblätter und die Staubblätter. In diesen findet die Meiose, der Übergang zur haploiden Kernphase, statt. Im Fruchtblatt wird nach der Meiose der Embryosack ausgebildet, in dem sich die Eizelle befindet und der deshalb als der weibliche Gametophyt bezeichnet wird. In den Pollensäcken der Staubblätter werden die Pollenkörner erzeugt, in deren Inneren sich der männliche Gametophyt befindet. Die Gametophyten stellen die haploide Generation dar.
Nach der Bestäubung wächst der männliche Gametophyt aus dem Pollenkorn als Pollenschlauch heraus, der durch den Griffel zum Embryosack wächst und dort die Eizelle befruchtet, wobei sich die beiden Chromosomensätze vereinigen. Aus der Zygote geht der diploide Embryo hervor, der als Bestandteil des Samens verbreitet wird.

## Systematik

### Äußere Systematik
Als die Vorläufer der Samenpflanzen werden heute allgemein die Progymnospermen angenommen. Es gibt jedoch dabei im Wesentlichen zwei Theorien:
- Rothwell nimmt an, dass die Samenpflanzen monophyletisch von einem Vorfahren, der den Aneurophytales entspricht, abstammen.
- Beck nimmt an, dass die Samenpflanzen diphyletisch entstanden sind: die Samenfarne würden demnach von den Aneurophytales abstammen, Cordaitales und Koniferen von den Archaeopteridales.

Die beiden Hypothesen lassen sich durch molekulargenetische Untersuchungen nicht überprüfen, da die fraglichen Vorläufergruppen sämtlich ausgestorben sind. Molekulargenetische Untersuchungen ergeben als nächstverwandte Gruppe die Farne.

### Innere Systematik
Es gibt vier rezente Gruppen der Samenpflanzen. Die ersten drei werden auch als Nacktsamer (Gymnospermae) zusammengefasst:
- Palmfarne (Cycadopsida)
- Ginkgopflanzen (Ginkgoopsida)
- Coniferopsida inklusive Gnetales
- Bedecktsamer (Angiosperme) = Blütenpflanzen (Magnoliopsida)

Daneben gibt es die nur fossil überlieferte Gruppe der Samenfarne, die jedoch keine natürliche Verwandtschaftsgruppe bilden. Ihre paläozoischen Vertreter vermitteln eher zwischen den Farnen und den übrigen Samenpflanzen, die mesozoischen Vertreter werden als Vorläufer der Bedecktsamer diskutiert.
Einige Gruppen von fossilen nacktsamigen Pflanzen können keiner Großgruppe näher zugeordnet werden:
- Gigantopteridales
- Vojnovskyales
- Czekanowskiales
- Iraniales
- Pentoxylales
- Hermanophytales
- Dirhopalostachyaceae
- Cordaitales

Über die Verwandtschaftsverhältnisse innerhalb der Samenpflanzen herrscht noch keine Einigkeit. Es werden im Wesentlichen vier Möglichkeiten diskutiert, wobei die Anthophyten-Hypothese die geringste Stützung durch molekularbiologische Untersuchungen erhält. Die Hypothesen unterscheiden sich vor allem durch die unterschiedliche Stellung der Gnetophyta im Stammbaum. Sie kommen teilweise sogar innerhalb der Koniferen zu liegen, sodass diese dann paraphyletisch wären.
Die Anthophyten-Hypothese:
|                         | \| \| Koniferen (ohne Pinaceae) \| \| \| \| \| \| Pinaceae \| \| \| \| |
|                         |                                                                        |
|                         | Ginkgo                                                                 |
|                         |                                                                        |
|                         | Cycadophyta                                                            |
| Vorlage:Klade/Wartung/3 |                                                                        |
|                         | Koniferen (ohne Pinaceae)                                              |
|                         |                                                                        |
|                         | Pinaceae                                                               |
|                         |                                                                        |

|  | Koniferen (ohne Pinaceae) |
|  |                           |
|  | Pinaceae                  |
|  |                           |

|  | Gnetales     |
|  |              |
|  | Bedecktsamer |
|  |              |

|                         | \| \| Koniferen (ohne Pinaceae) \| \| \| \| \| \| Pinaceae \| \| \| \| |
|                         |                                                                        |
|                         | Ginkgo                                                                 |
|                         |                                                                        |
|                         | Cycadophyta                                                            |
| Vorlage:Klade/Wartung/3 |                                                                        |
|                         | Koniferen (ohne Pinaceae)                                              |
|                         |                                                                        |
|                         | Pinaceae                                                               |
|                         |                                                                        |

|  | Koniferen (ohne Pinaceae) |
|  |                           |
|  | Pinaceae                  |
|  |                           |

|  | Gnetales     |
|  |              |
|  | Bedecktsamer |
|  |              |

Die Gnetales als Schwestergruppe der Bedecktsamer sind häufig das Ergebnis von auf morphologischen Merkmalen basierenden phylogenetischen Untersuchungen, die oft auch fossile Vertreter einschließen. Molekulargenetische Untersuchungen widersprechen dem in der Regel.
Die Gnetales-Sister-Hypothese (Gnetales als Schwestergruppe aller anderen Samenpflanzen):
|                         | \| \| Koniferen (ohne Pinaceae) \| \| \| \| \| \| Pinaceae \| \| \| \| |
|                         |                                                                        |
|                         | Ginkgo                                                                 |
|                         |                                                                        |
|                         | Cycadophyta                                                            |
| Vorlage:Klade/Wartung/3 |                                                                        |
|                         | Koniferen (ohne Pinaceae)                                              |
|                         |                                                                        |
|                         | Pinaceae                                                               |
|                         |                                                                        |

|  | Koniferen (ohne Pinaceae) |
|  |                           |
|  | Pinaceae                  |
|  |                           |

|                         | \| \| Koniferen (ohne Pinaceae) \| \| \| \| \| \| Pinaceae \| \| \| \| |
|                         |                                                                        |
|                         | Ginkgo                                                                 |
|                         |                                                                        |
|                         | Cycadophyta                                                            |
| Vorlage:Klade/Wartung/3 |                                                                        |
|                         | Koniferen (ohne Pinaceae)                                              |
|                         |                                                                        |
|                         | Pinaceae                                                               |
|                         |                                                                        |

|  | Koniferen (ohne Pinaceae) |
|  |                           |
|  | Pinaceae                  |
|  |                           |

|                         | \| \| Koniferen (ohne Pinaceae) \| \| \| \| \| \| Pinaceae \| \| \| \| |
|                         |                                                                        |
|                         | Ginkgo                                                                 |
|                         |                                                                        |
|                         | Cycadophyta                                                            |
| Vorlage:Klade/Wartung/3 |                                                                        |
|                         | Koniferen (ohne Pinaceae)                                              |
|                         |                                                                        |
|                         | Pinaceae                                                               |
|                         |                                                                        |

|  | Koniferen (ohne Pinaceae) |
|  |                           |
|  | Pinaceae                  |
|  |                           |

|                         | \| \| Koniferen (ohne Pinaceae) \| \| \| \| \| \| Pinaceae \| \| \| \| |
|                         |                                                                        |
|                         | Ginkgo                                                                 |
|                         |                                                                        |
|                         | Cycadophyta                                                            |
| Vorlage:Klade/Wartung/3 |                                                                        |
|                         | Koniferen (ohne Pinaceae)                                              |
|                         |                                                                        |
|                         | Pinaceae                                                               |
|                         |                                                                        |

|  | Koniferen (ohne Pinaceae) |
|  |                           |
|  | Pinaceae                  |
|  |                           |

Die Gnetifer-Hypothese (Gnetales als Schwestergruppe der Koniferen):
|  | \| \| Koniferen (ohne Pinaceae) \| \| \| \| \| \| Pinaceae \| \| \| \| |
|  |                                                                        |
|  | Gnetales                                                               |
|  |                                                                        |
|  | Koniferen (ohne Pinaceae)                                              |
|  |                                                                        |
|  | Pinaceae                                                               |
|  |                                                                        |

|  | Koniferen (ohne Pinaceae) |
|  |                           |
|  | Pinaceae                  |
|  |                           |

|  | \| \| Koniferen (ohne Pinaceae) \| \| \| \| \| \| Pinaceae \| \| \| \| |
|  |                                                                        |
|  | Gnetales                                                               |
|  |                                                                        |
|  | Koniferen (ohne Pinaceae)                                              |
|  |                                                                        |
|  | Pinaceae                                                               |
|  |                                                                        |

|  | Koniferen (ohne Pinaceae) |
|  |                           |
|  | Pinaceae                  |
|  |                           |

|  | \| \| Koniferen (ohne Pinaceae) \| \| \| \| \| \| Pinaceae \| \| \| \| |
|  |                                                                        |
|  | Gnetales                                                               |
|  |                                                                        |
|  | Koniferen (ohne Pinaceae)                                              |
|  |                                                                        |
|  | Pinaceae                                                               |
|  |                                                                        |

|  | Koniferen (ohne Pinaceae) |
|  |                           |
|  | Pinaceae                  |
|  |                           |

|  | \| \| Koniferen (ohne Pinaceae) \| \| \| \| \| \| Pinaceae \| \| \| \| |
|  |                                                                        |
|  | Gnetales                                                               |
|  |                                                                        |
|  | Koniferen (ohne Pinaceae)                                              |
|  |                                                                        |
|  | Pinaceae                                                               |
|  |                                                                        |

|  | Koniferen (ohne Pinaceae) |
|  |                           |
|  | Pinaceae                  |
|  |                           |

Die Gnepine-Hypothese (Gnetales als Schwestergruppe der Pinaceae):
|  | \| \| Gnetales \| \| \| \| \| \| Pinaceae \| \| \| \| |
|  |                                                       |
|  | Koniferen (ohne Pinaceae)                             |
|  |                                                       |
|  | Gnetales                                              |
|  |                                                       |
|  | Pinaceae                                              |
|  |                                                       |

|  | Gnetales |
|  |          |
|  | Pinaceae |
|  |          |

|  | \| \| Gnetales \| \| \| \| \| \| Pinaceae \| \| \| \| |
|  |                                                       |
|  | Koniferen (ohne Pinaceae)                             |
|  |                                                       |
|  | Gnetales                                              |
|  |                                                       |
|  | Pinaceae                                              |
|  |                                                       |

|  | Gnetales |
|  |          |
|  | Pinaceae |
|  |          |

|  | \| \| Gnetales \| \| \| \| \| \| Pinaceae \| \| \| \| |
|  |                                                       |
|  | Koniferen (ohne Pinaceae)                             |
|  |                                                       |
|  | Gnetales                                              |
|  |                                                       |
|  | Pinaceae                                              |
|  |                                                       |

|  | Gnetales |
|  |          |
|  | Pinaceae |
|  |          |

|  | \| \| Gnetales \| \| \| \| \| \| Pinaceae \| \| \| \| |
|  |                                                       |
|  | Koniferen (ohne Pinaceae)                             |
|  |                                                       |
|  | Gnetales                                              |
|  |                                                       |
|  | Pinaceae                                              |
|  |                                                       |

|  | Gnetales |
|  |          |
|  | Pinaceae |
|  |          |

Die Gnetales als Schwestergruppe der Pinaceae ist ein recht häufiges Ergebnis molekulargenetischer Studien. Diesem Ergebnis wird von anderer Seite entgegengehalten, dass die Gnetales kaum von modernen Koniferen abstammen können und die molekulargenetischen Ergebnisse durch das Nichteinbeziehen der vielen ausgestorbenen Gruppen verzerrt sind.
Neuere Arbeiten zeigen als weitere Möglichkeit die Gnetales als Schwestergruppe der Koniferen (ohne Pinaceae).